# Магнолія (Кентуккі)
Магнолія (англ. Magnolia) — переписна місцевість (CDP) в США, в окрузі Леру штату Кентуккі. Населення — 535 осіб (2020).

## Географія
Магнолія розташована за координатами 37°27′22″ пн. ш. 85°44′10″ зх. д. / 37.45611° пн. ш. 85.73611° зх. д. (37.456166, -85.736072).  За даними Бюро перепису населення США в 2010 році переписна місцевість мала площу 5,30 км², з яких 5,28 км² — суходіл та 0,02 км² — водойми.

## Демографія
Згідно з переписом 2010 року, у переписній місцевості мешкали 524 особи в 216 домогосподарствах у складі 157 родин. Густота населення становила 99 осіб/км².  Було 246 помешкань (46/км²).
Расовий склад населення:
| - 97,1 % — білих - 0,6 % — азіатів - 0,4 % — корінних американців |

До двох чи більше рас належало 1,9 %. Частка іспаномовних становила 0,0 % від усіх жителів.
За віковим діапазоном населення розподілялося таким чином: 22,1 % — особи молодші 18 років, 62,3 % — особи у віці 18—64 років, 15,6 % — особи у віці 65 років та старші. Медіана віку мешканця становила 42,0 року. На 100 осіб жіночої статі у переписній місцевості припадало 87,1 чоловіків;  на 100 жінок у віці від 18 років та старших — 90,7 чоловіків також старших 18 років.
Середній дохід на одне домашнє господарство  становив 54 306 доларів США (медіана — 53 750), а середній дохід на одну сім'ю — 62 866 доларів (медіана — 58 438). Медіана доходів становила 35 556 доларів для чоловіків та 22 609 доларів для жінок. За межею бідності перебувало 6,8 % осіб, у тому числі 0,0 % дітей у віці до 18 років та 0,0 % осіб у віці 65 років та старших.
Цивільне працевлаштоване населення становило 176 осіб. Основні галузі зайнятості: виробництво — 37,5 %, освіта, охорона здоров'я та соціальна допомога — 19,3 %, мистецтво, розваги та відпочинок — 14,2 %.